# Samar (province)
Pour les articles homonymes, voir Samar.
Samar (anciennement Samar occidental) est une province des Philippines couvrant la partie occidentale de l'île de Samar. C'est une des six provinces de la région des Visayas orientales. Elle couvre la partie occidentale de l'île de Samar ainsi que quelques îles secondaires de la mer de Samar. Sa capitale est Catbalogan.
Le 8 novembre 2013, la province a été considérablement endommagée par le Typhon Yolanda en particulier les villes de Basey et Marabut.

## Villes et municipalités
Municipalités
- Almagro
- Basey
- Calbiga
- Daram
- Gandara
- Hinabangan
- Jiabong
- Marabut
- Matuguinao
- Motiong
- Pagsanghan
- Paranas
- Pinabacdao
- San Jorge
- San Jose de Buan
- San Sebastian
- Santa Margarita
- Santa Rita
- Santo Niño
- Tagapul-an
- Talalora
- Tarangnan
- Villareal
- Zumarraga

Villes
- Calbayog
- Catbalogan

## Démographie
L'évolution de la population est tirée de National Statistics Office, Census of Population and Housing
| Évolution de la population |         |
| 1990                       | 533 733 |
| 1995                       | 589 373 |
| 2000                       | 641 124 |
| 2007                       | 695 149 |
| 2010                       | 733 377 |